# Bandiera della Corea del Nord
La bandiera della Corea del Nord venne adottata l'8 settembre 1948, il giorno prima della proclamazione della Repubblica Popolare Democratica di Corea, mentre il design moderno venne adottato nel 1992.
La stella rossa simbolo del comunismo è presente in questa bandiera su un disco bianco. Il colore rosso della banda centrale rappresenta il patriottismo rivoluzionario, mentre le strisce blu connotano "l'aspirazione del popolo coreano a unirsi con i popoli rivoluzionari di tutto il mondo e combattere per la vittoria degli ideali di indipendenza, amicizia e pace". In Corea del Sud, l'esposizione della bandiera nordcoreana è severamente vietata, salvo in casi consentiti dalla legge.
È usata come bandiera di comodo.

## Bandiere storiche

Bandiera reale della  dinastia Goryeo (XIV secolo)
Stendardo reale della  dinastia Goryeo (XIV secolo)
Stendardo reale della  dinastia Goryeo (XIV secolo)
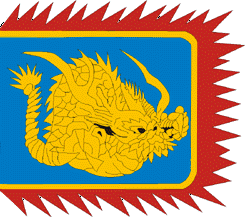
Stendardo personale del re di Joseon (XIX secolo)
Stendardo reale della dinastia Joseon (1882-1907)
Bandiera di Joseon (1883-1897) e dell'Impero coreano (1897-1910)
Stendardo imperiale dell'Impero Coreano (1897-1907)
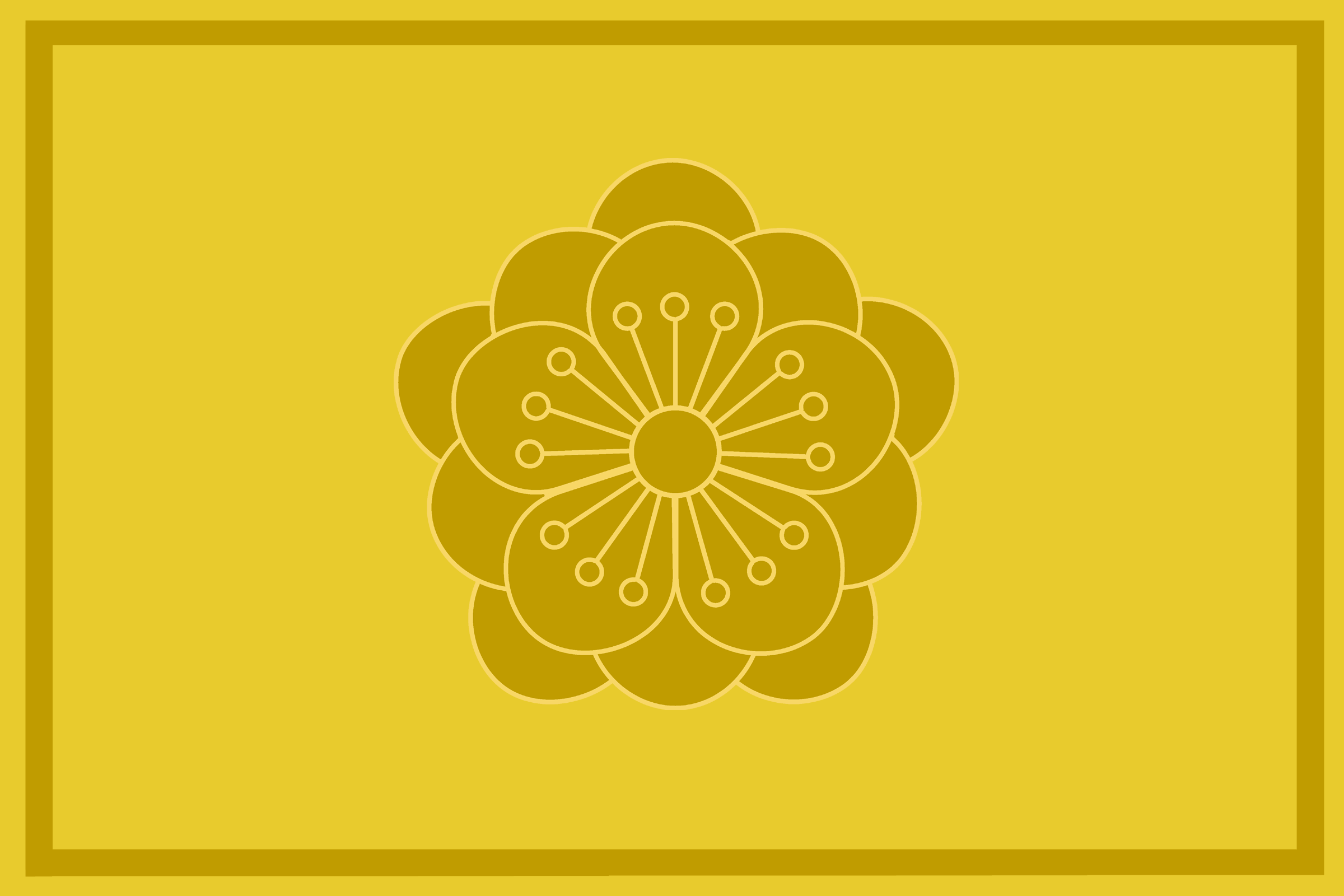
Stendardo imperiale dell'Impero Coreano (1907-1910)
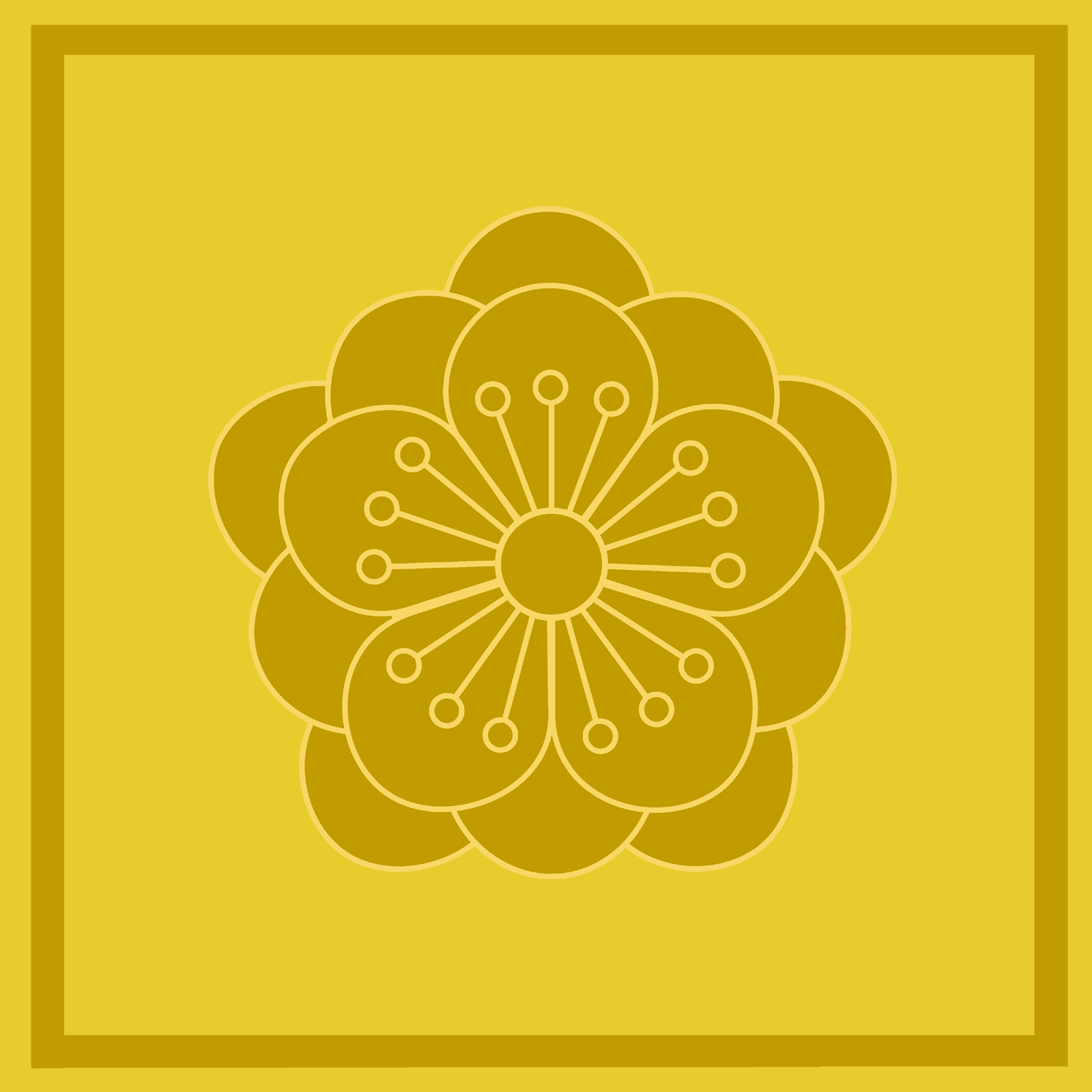
Stendardo personale dell'imperatore dell'Impero Coreano (1907-1910)
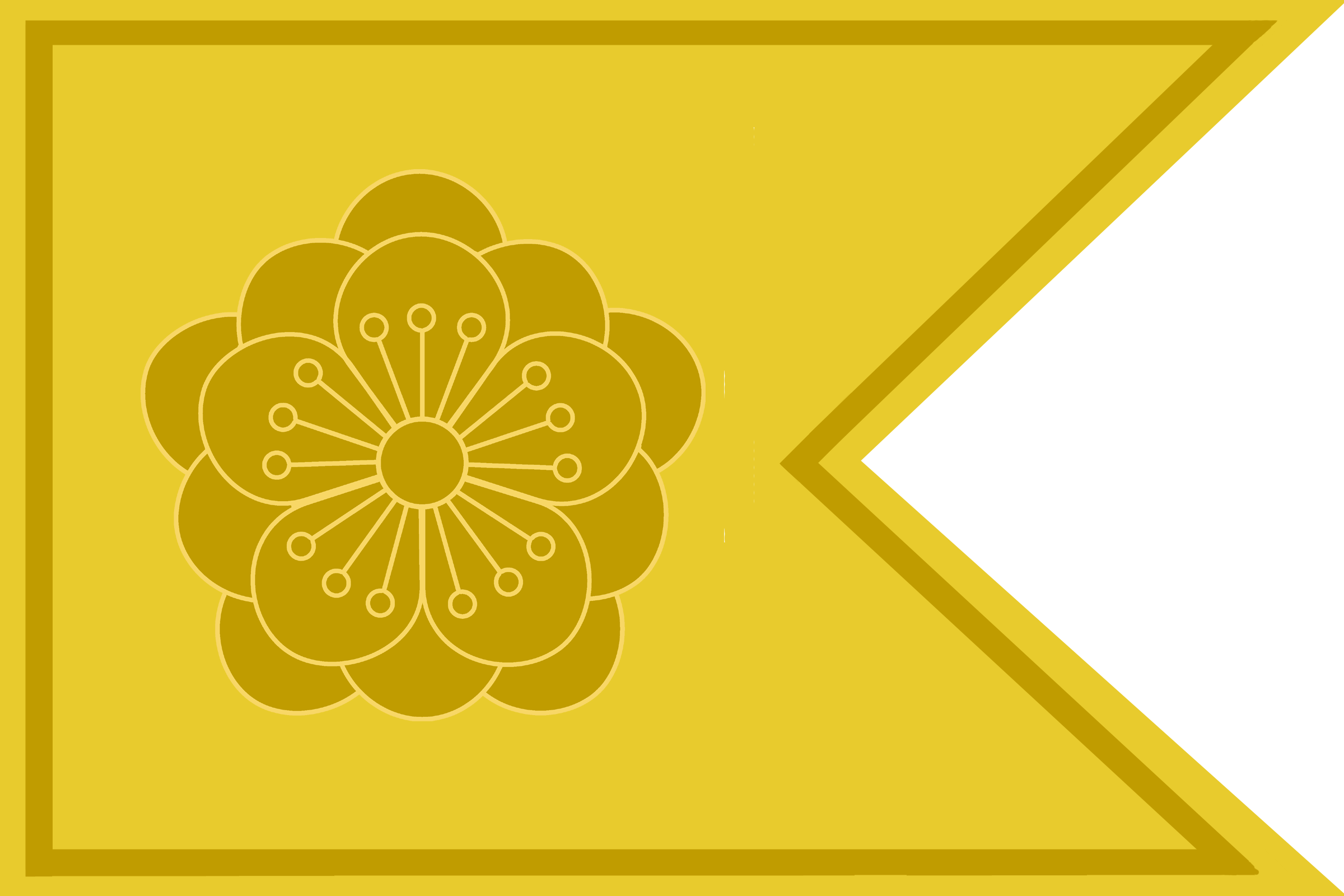
Stendardo personale dell'imperatrice dell'Impero Coreano (1907-1910)
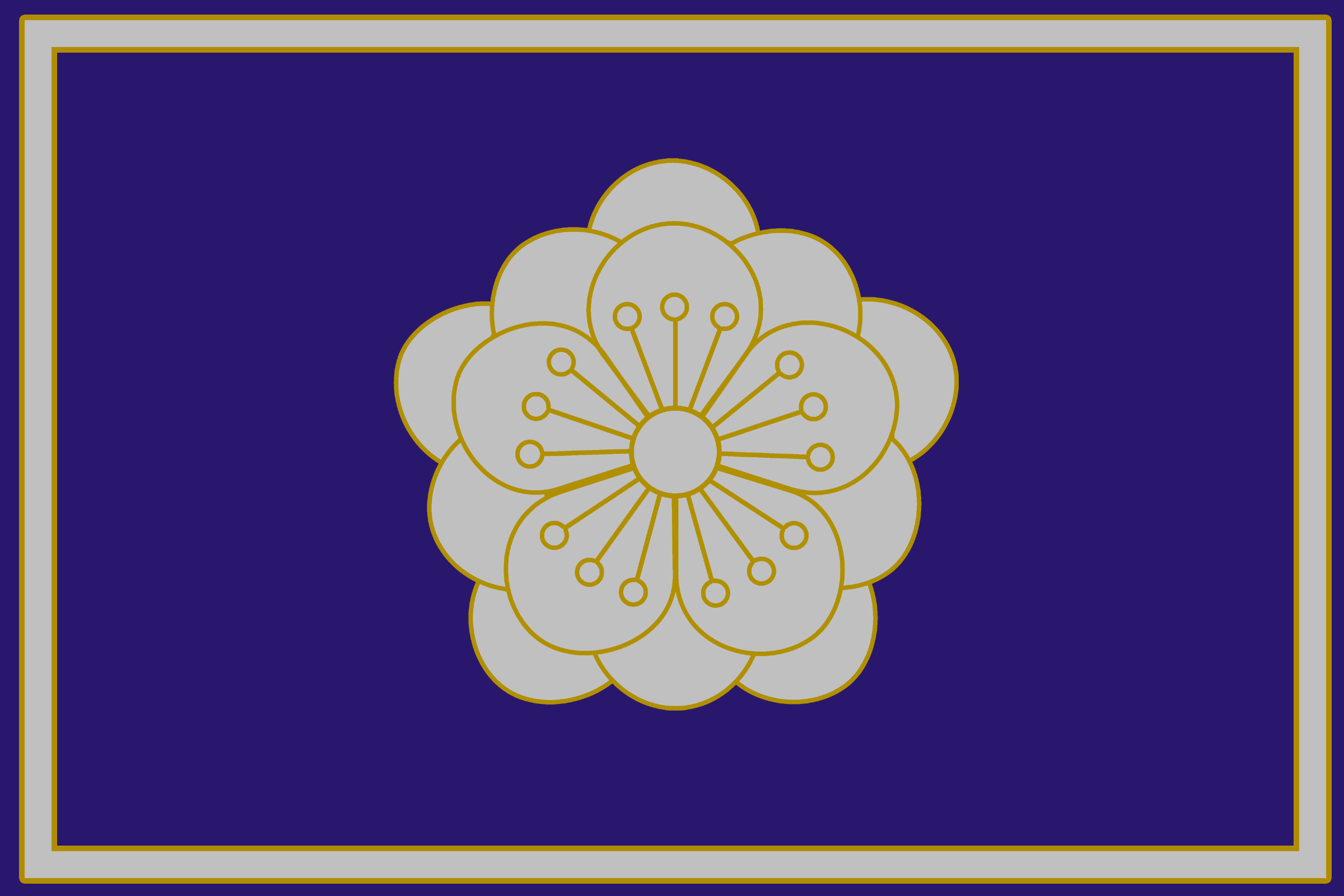
Stendardo dei principi dell'Impero Coreano (1907-1910)
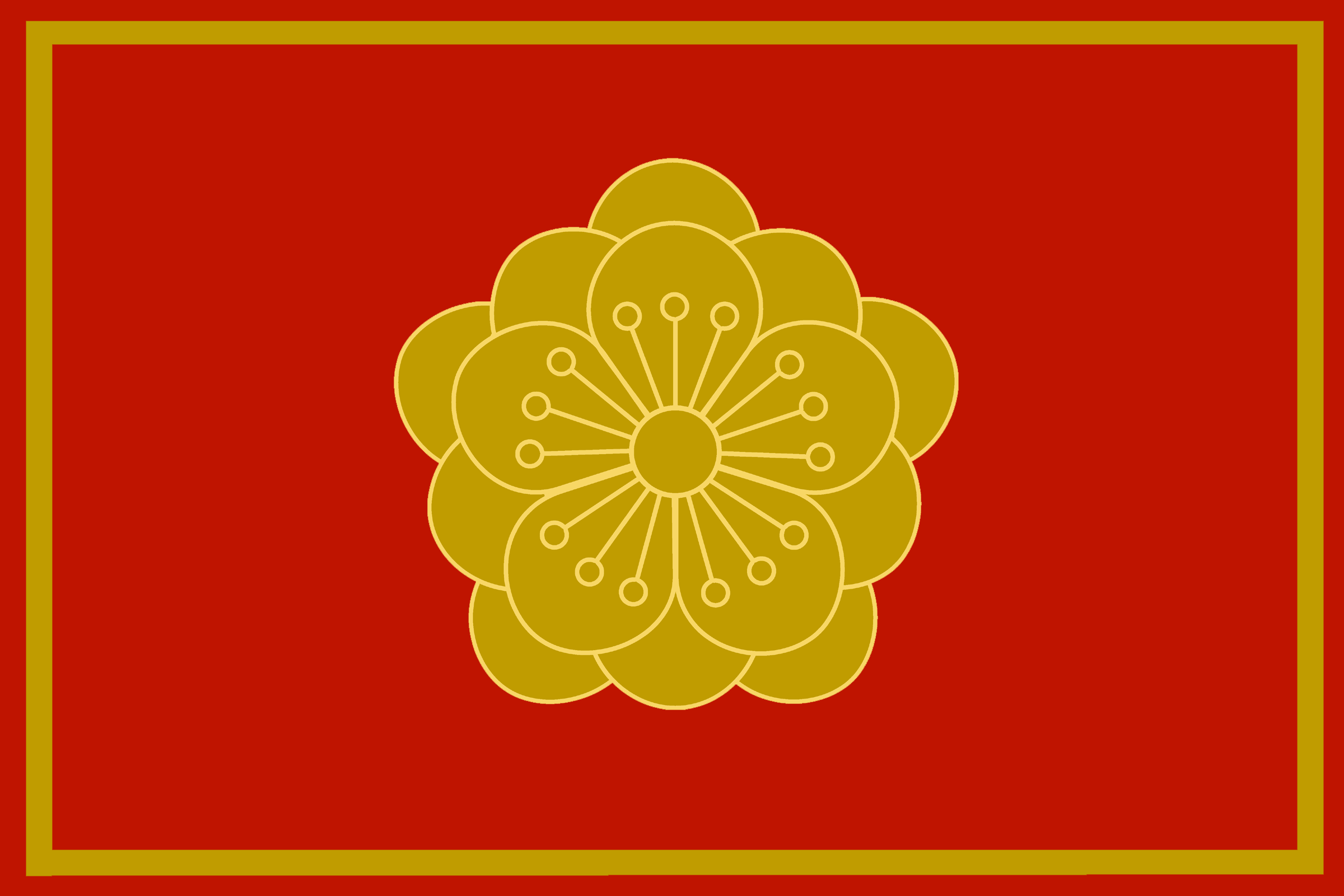
Stendardo personale del principe ereditario dell'Impero Coreano (1907-1910)
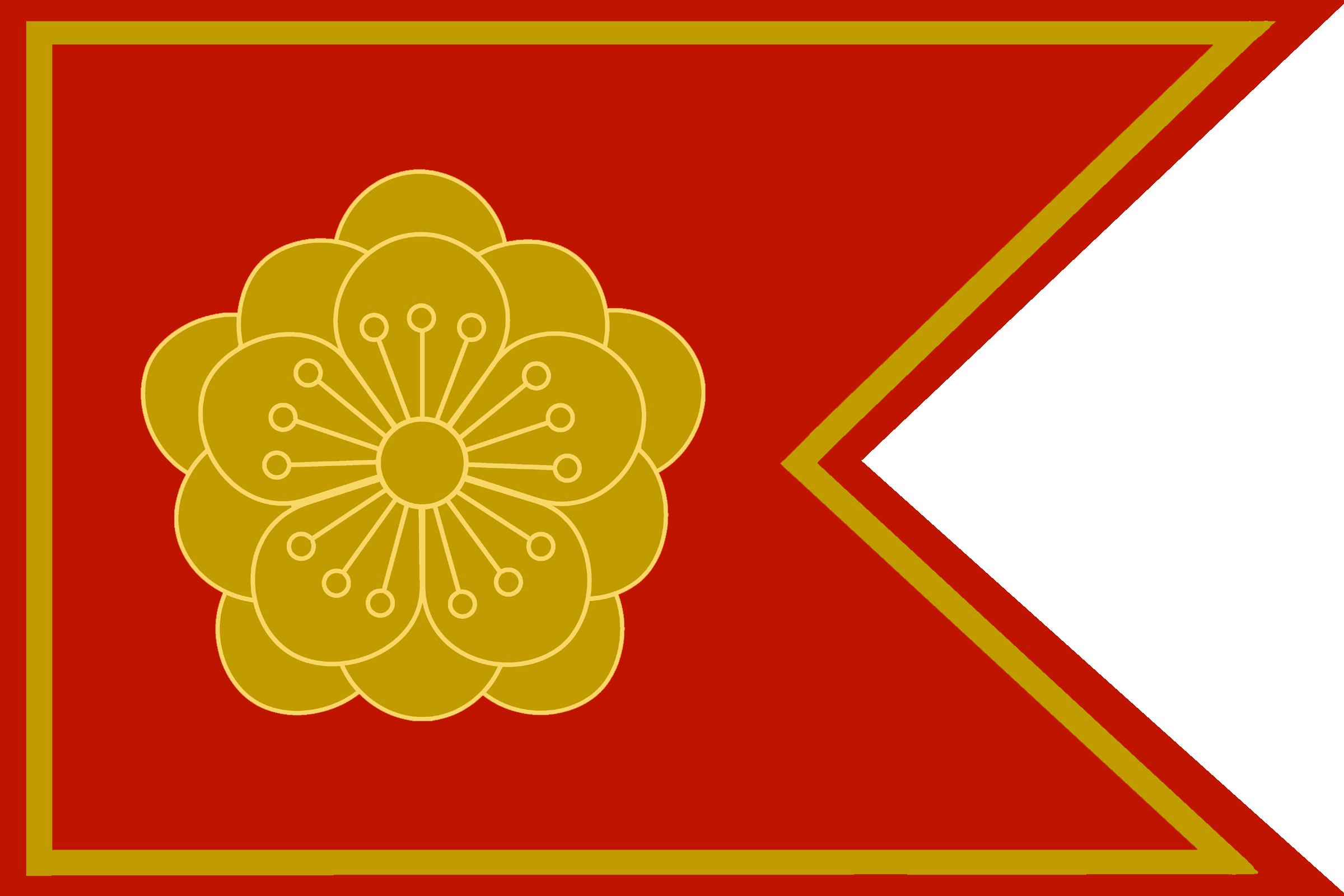
Stendardo personale del principessa ereditaria dell'Impero Coreano (1907-1910)
Bandiera del Giappone, utilizzata durante il il dominio giapponese in Corea (1910-1945)
Bandiera del Governo Provvisorio della Repubblica di Corea (1919-1945)
Bandiera della Repubblica Popolare di Corea (1945-1946)
Bandiera dell'Unione Sovietica, utilizzata durante l'amministrazione civile sovietica nordcoreana (1945-1948)
Bandiera del Comitato Popolare Provvisorio della Corea del Nord (1946-1947) e del Comitato Popolare della Corea del Nord (1947-1948)
Design della bandiera nordcoreana proposto da Kim Tu-bong nel 1948
Design della bandiera nordcoreana proposto da Kim Tu-bong nel 1948, selezionato inizialmente da Kim Il-Sung
Prima bandiera nordcoreana (1948-1992)
Seconda bandiera nordcoreana (1992-presente)

## Bandiere locali

Bandiera della regione amministrativa speciale di Sinŭiju (2002-presente)
Bandiera del comitato amministrativo della regione industriale di Kaesŏng (2002-presente)

## Bandiere politiche

Bandiera del movimento Abbasso l'Imperialismo (1926-1946)
Bandiera del Partito del Lavoro della Corea del Nord (1946-1949)
Bandiera del Partito del Lavoro di Corea (1949-presente)
Bandiera del Partito Socialdemocratico di Corea (1945-presente)
Bandiera del Partito dei Giovani Amici del Cammino Celeste (1946-presente)

## Bandiere delle organizzazioni di massa

Bandiera dell'Unione delle Donne Socialiste di Corea (1945-presente)
Bandiera dell'Unione dei Bambini di Corea (1946-presente)
Bandiera della Lega della Gioventù Socialista Patriottica (1946-presente)
Bandiera della Lega della Gioventù Coreana in Giappone (1955-presente)

## Bandiere militari

Bandiera del Comandante Supremo delle Forze Armate della Repubblica Democratica Popolare di Corea (1996-2002)
Bandiera del Comandante Supremo delle Forze Armate della Repubblica Democratica Popolare di Corea (2002-2020)
Bandiera del ministero della sicurezza popolare (2023-presente)
Bandiera del ministero della sicurezza popolare (2023-presente)
Bandiera del dipartimento di sicurezza dello Stato (2023-presente)
Bandiera del dipartimento di sicurezza dello Stato (2023-presente)
Bandiera dell'Amministrazione Missilistica della Repubblica Popolare Democratica di Corea (2023-presente)
Bandiera dell'Amministrazione Missilistica della Repubblica Popolare Democratica di Corea (2023-presente)
Bandiera dell'Armata del Popolo Coreano, progettata nel 1948 insieme all'emblema ma mai entrata in uso, dal 2013 è entrata in utilizzo per scopi cerimoniali
Bandiera dell'Armata del Popolo Coreano, progettata nel 1948 insieme all'emblema ma mai entrata in uso, dal 2015 è entrata in utilizzo per scopi cerimoniali
Bandiera dell'Armata del Popolo Coreano, dal 2013 è tornata in utilizzo per scopi cerimoniali (1948-1961)
Bandiera dell'Armata del Popolo Coreano, dal 2013 è tornata in utilizzo per scopi cerimoniali (1948-1961)
Bandiera dell'Armata del Popolo Coreano (1961-1992)
Bandiera dell'Armata del Popolo Coreano (1992-1993)
Bandiera dell'Armata del Popolo Coreano (1961-1993)
Bandiera del ministero delle forze armate popolari e dell'Armata del Popolo Coreano (1993-2023)
Bandiera del ministero delle forze armate popolari e dell'Armata del Popolo Coreano (1993-2023)
Bandiera del ministero delle forze armate popolari e dell'Armata del Popolo Coreano (2023-presente)
Bandiera del ministero delle forze armate popolari e dell'Armata del Popolo Coreano (2023-presente)
Bandiera della Guardia Rossa dei Lavoratori e dei Contadini, dal 2013 è tornata in utilizzo per scopi cerimoniali (1948-1961)
Bandiera della Guardia Rossa dei Lavoratori e dei Contadini, dal 2013 è tornata in utilizzo per scopi cerimoniali (1948-1961)
Bandiera della Guardia Rossa dei Lavoratori e dei Contadini (2007-2023)
Bandiera della Guardia Rossa dei Lavoratori e dei Contadini (2007-2023)
Bandiera della Guardia Rossa dei Lavoratori e dei Contadini (2023-presente)
Bandiera della Guardia Rossa dei Lavoratori e dei Contadini (2023-presente)
Bandiera delle forze terrestri dell'Armata del Popolo Coreano, ancora utilizzata da alcune unità ancora oggi, anche se è stata sostituita de iure (1993-2023)
Bandiera delle forze terrestri dell'Armata del Popolo Coreano con la didascalia dedicata a Kim Il-Sung, utilizzata insieme a quella principale (1993-1994)
Bandiera delle forze terrestri dell'Armata del Popolo Coreano con la didascalia dedicata a Kim Jong-Il, utilizzata insieme a quella principale (1994-2011)
Bandiera delle forze terrestri dell'Armata del Popolo Coreano con la didascalia dedicata a Kim Jong-Un, utilizzata insieme a quella principale (2012-2023)
Bandiera delle forze terrestri dell'Armata del Popolo Coreano, ancora utilizzata da alcune unità ancora oggi, anche se è stata  sostituita de iure (1993-2023)
Bandiera delle forze terrestri dell'Armata del Popolo Coreano (2023-presente)
Bandiera delle forze terrestri dell'Armata del Popolo Coreano (2023-presente)
Bandiera delle Forze per operazioni speciali dell'Armata del Popolo Coreano (2018-2020)
Bandiera delle Forze per operazioni speciali dell'Armata del Popolo Coreano (2018-2020)
Bandiera delle Forze per operazioni speciali dell'Armata del Popolo Coreano (2023-presente)
Bandiera delle Forze per operazioni speciali dell'Armata del Popolo Coreano (2023-presente)
Bandiera delle Marina Militare del Popolo Coreano, ancora utilizzata da alcune unità ancora oggi, anche se è stata sostituita de iure (1993-2023)
Bandiera delle Marina Militare del Popolo Coreano con la didascalia dedicata a Kim Il-Sung, utilizzata insieme a quella principale (1993-1994)
Bandiera delle Marina Militare del Popolo Coreano con la didascalia dedicata a Kim Jong-Il, utilizzata insieme a quella principale (1997-2011)
Bandiera delle Marina Militare del Popolo Coreano con la didascalia dedicata a Kim Jong-Un, utilizzata insieme a quella principale (2012-2023)
Bandiera delle Marina Militare del Popolo Coreano, ancora utilizzata da alcune unità ancora oggi, anche se è stata  sostituita de iure (1993-2023)
Bandiera delle Marina Militare del Popolo Coreano (2023-presente)
Bandiera delle Marina Militare del Popolo Coreano (2023-presente)
Insegna navale nordcoreana (anni '90-presente)
Insegna navale per le unità delle guardie nordcoreane (anni '90-presente)
Bandiera di bompresso nordcoreana (anni '90-presente)
Bandiera delle Forza Aerea del Popolo Coreano, ancora utilizzata da alcune unità ancora oggi, anche se è stata sostituita de iure, quella rappresentata è la versione del 2012 con l'insegna aggiornata (1993-2023)
Bandiera delle Forza Aerea del Popolo Coreano con la didascalia dedicata a Kim Il-Sung, utilizzata insieme a quella principale (1993-1994)
Bandiera delle Marina Militare del Popolo Coreano con la didascalia dedicata a Kim Jong-Il, utilizzata insieme a quella principale (1993-2012)
Bandiera delle Marina Militare del Popolo Coreano con la didascalia dedicata a Kim Jong-Un, utilizzata insieme a quella principale (2012-2023)
Bandiera delle Forza Aerea del Popolo Coreano, ancora utilizzata da alcune unità ancora oggi, anche se è stata sostituita de iure (1993-2023)
Bandiera delle Forza Aerea del Popolo Coreano (2023-presente)
Bandiera delle Forza Aerea del Popolo Coreano (2023-presente)
Bandiera delle forze missilistiche strategiche dell'Armata Popolare Coreana (2018-2020)
Bandiera delle forze missilistiche strategiche dell'Armata Popolare Coreana (2018-2020)
Bandiera delle forze missilistiche strategiche dell'Armata Popolare Coreana (2023-presente)
Bandiera delle forze missilistiche strategiche dell'Armata Popolare Coreana (2023-presente)

## Altre bandiere

Bandiera del Presidente della Commissione per gli Affari di Stato, vista per la prima volta al vertice tra Stati Uniti e Corea del Nord. (2016-presente)
Bandiera della Croce Rossa della Corea del Nord (1946-presente)
Bandiera dell'unificazione coreana, utilizzata per gli eventi sportivi in cui partecipano insieme la Corea del Nord e la Corea del Sud. (1991-presente)